# Ruan Lufei
Ruan Lufei (chino: 阮露斐; nacida el 2 de octubre de 1987) es una ajedrecista china que ostenta el título de Gran Maestra Femenina (GMF) y subcampeona del Campeonato Mundial Femenino en 2010.

## Carrera
El talento natural de Ruan para el juego, el trabajo duro y la cooperación con su entrenador, Xu Jun, la vieron irrumpir entre las 20 mejores jugadoras de ajedrez del mundo en enero de 2008. Anteriormente había estado en la lista de las 20 mejores chicas de la FIDE entre 2004 y 2007, y alcanzó la sexta posición en la lista de octubre de 2007.
Ruan fue parte del equipo femenino chino (con Zhao Xue, Hou Yifan, Shen Yang, Huang Qian) que ganó el Primer Campeonato Mundial Femenino de Ajedrez por Equipos 2007 en Ekaterimburgo. También ganó una medalla de plata (tercer premio de la junta) con una puntuación de 6/7.
En 2007, Ruan ganó el segundo premio en el 12.º Campeonato Asiático de Ajedrez Femenino.
Durante agosto y septiembre de 2008, en el Campeonato Mundial de Ajedrez Femenino 2008, fue eliminada en la tercera ronda 0.5-1.5 por Pia Cramling de Suecia.
En los Juegos Mundiales de Deportes Mentales de 2008 en Beijing, Ruan formó parte del equipo femenino chino y ganó la medalla de oro, que fue la segunda vez que estuvo en un equipo que ganó el Campeonato Mundial por Equipos.
En el Campeonato Mundial Femenino de 2010 llegó a la final, habiendo ganado en desempates en cada ronda (eliminando a la anterior campeona Alexandra Kosteniuk en el proceso), y se enfrentó a su compatriota Hou Yifan por el campeonato. Hou era la favorita para ganar, especialmente porque Ruan tuvo un torneo agotador, con todos sus partidos yendo hasta el último momento, mientras que Hou tuvo un viaje relativamente fácil a la final. En el primer juego de la final de 4 juegos, Ruan, con las piezas negras, llevó a Hou a tablas. Sin embargo, cuando perdió el segundo juego con blancas, todo parecía terminado. Sin embargo, Hou no pudo dar el golpe de gracia con las piezas blancas en la tercera ronda, lo que le dio a Ruan una ventana de oportunidad en la cuarta y última ronda de los juegos clásicos. Ruan, en un juego que debe ganar, empleó el ataque de Keres contra la defensa siciliana, y en un juego muy emocionante, registró la victoria que necesitaba para una remontada espectacular, enviándola a otra serie de juegos de desempate. Habiendo ganado todos sus desempates anteriores, algunos comentaristas la consideraban la favorita para ganar. Como en los juegos clásicos, el primer juego se empató y Hou ganó el segundo. Ruan empató el tercero, asegurándose de que los rápidos desempates lleguen a la distancia, y nuevamente se encontraba en una situación en la que debía ganar, si quería que el partido continuara en los desempates relámpago. Sin embargo, a diferencia de los desempates clásicos, esta vez tuvo las piezas negras, y su oponente mucho más joven y mejor descansada, utilizó la ventaja de las piezas blancas para hacerse con la partida y el título. Aunque Ruan finalmente se quedó sin gasolina, su carrera en el torneo demostró de lo que es capaz, y su actuación le valió una norma de GM. En el tramo final del Gran Premio de Mujeres de 2012, rompió la barrera de 2500 calificaciones, un logro muy raro para las jugadoras de ajedrez. Ruan también decidió antes del torneo que se retiraría del ajedrez después del evento para concentrarse en su carrera académica.
Ella juega para el club de ajedrez Jiangsu en la Liga de Ajedrez de China (LAC).

## Título de MGM
En 2007, recibió el título de Mujer Gran Maestra (MGM). Logró sus normas MGM en:
- 2004 Campeonato de China por equipos femeninos en Jinan, China (16-24 de abril de 2004); puntuación 6.5/9
- Campeonato de China Zonal 3.5 Femenino en Beijing (20 al 25 de octubre de 2005); puntuación 5.0/9
- 8.º Campeonato Mundial Femenino por Equipos en Sochi, Rusia (1 al 11 de mayo de 2007); puntuación 7.5/10

## Vida personal
Ruan comenzó a estudiar en la Universidad Tsinghua en 2005 y ahora es un candidato a doctorado en el campo de Contabilidad en la Escuela de Negocios Tepper, Universidad Carnegie Mellon en los Estados Unidos.
El padre de Ruan Lufei, Ruan Miqing, es profesor asociado en la Universidad de Aeronáutica y Astronáutica de Nankín. La entrenó desde su infancia.